# Аїн (літера гебрайської абетки)
| Фінікійська | Звичайна | Звичайна | Курсив |
| ----------- | -------- | -------- | ------ |
| ʿAyin       | ע        | ע        |        |

Аїн (івр. עַ֫יִן) — шістнадцята літера гебрайської абетки. Походить від однойменної літери фінікійської абетки (від неї також веде походження і грецька літера омікрон).
Має числове значення 70. Історично позначала дзвінкий глотковий фрикативний ʕ, але в сучасному івриті часто означає гортанне зімкнення, або не вимовляється. Є однією з п'яти, що не подвоюються.
В їдиші ע вимовляється як [e].
Відповідає арабській айн.

## Unicode
| Unicode Codepoint | U+05e2             |
| Unicode-Name      | HEBREW LETTER AYIN |
| HTML              | &#1506;            |
| ISO 8859-8        | 0xf2               |